# Klippespringer
Klippespringeren (Oreotragus oreotragus) er en lille robust antilope, der lever i det østlige og sydlige Afrika på stejle klippeskråninger og i flodkløfter. Klippespringeren er mest aktiv om natten, hvor den lever af blade, kviste og græs. Han og hun lever parvis sammen med en eller to kalve. Til dens naturlige fjender tæller leopard, plettet hyæne, ørne, sjakal og bavianer. Klippespringeren er den eneste art i slægten Oreotragus.

## Beskrivelse
Den har en skulderhøjde på omkring 50 cm og vejer cirka 12 kg. Hunnen er lidt større end hannen. Pelsen er olivenbrun isprængt gult og brunt. I modsætning til de fleste andre antiloper har klippespringeren en tyk og grov pels med hule, skøre hår, hvilket bl.a. beskytter den under fald. Denne egenskab udnyttede man tidligere til polstring af sadler. Horn findes kun hos hannen og er korte og spidse med en længde på 8-9 cm.